# Клілук (озеро)
Клілук (англ. Spotted Lake, дос. «Плямисте озеро») — озеро, розташоване в Британській Колумбії, Канада. Назву «Клілук» дали озеру індіанці племені оканаган.

## Місце розташування і природні властивості
Плямисте озеро знаходиться в Британській Колумбії, біля містечка Осуюс (Osoyoos), неподалік від кордону з США. Вода озера насичена різними мінералами і має найбільшу у світі концентрацією сульфату магнію (солі Епсома), кальцію і натрію, а також срібла і титану. У спекотний літній час при випаровуванні води на поверхні озера утворюється безліч плям химерної форми, які залежно від погодних умов здатні забарвлюватися різними кольорами. При цьому оголюються острівці мінералів, вкриті міцною кіркою, по якій можна ходити. Води озера, мають лікувальний ефект з сильною терапевтичною дією.

## Легенда
Індіанці Оканаган вірять, що озеро було створено за допомогою вищих сил, оскільки має цілющі властивості. Існує стародавня легенда про те, що Клілук зупинило тривалу війну між племенами канадських індіанців. При вирішальній сутичці племена мали перейти через озеро. Під час переправи вони вмили водою свої рани, які відразу ж затягнулися. Це і призвело індіанців на думку, що якщо рани так легко загоюються, то немає сенсу їх наносити.

## Історія володіння
До 1979, озером володів Ернест Сміт, коли він спробував побудувати на озері спа-курорт, індіанці спробували викупити Клілук, щоб зберегти його як священний об'єкт.
Після понад 20 років постійних спроб викупити Плямисте озеро була укладена угода, яка була підписана наприкінці жовтня 2001 року. 22 гектари землі були продані за 720 000 $.
На середину 2010-х спеціальне огородження перешкоджає проходу людей до берегів озера, так як індіанці не дозволяють білим підходити близько до своєї святині. Для цього потрібно отримати дозвіл у старійшин, що вельми нелегко. Плямисте озеро можна побачити зупинившись на шосе, яким щодня прямують сотні туристів.